# Гайрхофер, Никлас
Никлас Гайрхофер (нем. Niklas Geyrhofer; род. 11 февраля 2000, Австрия) — австрийский футболист, защитник клуба «Штурм».

## Клубная карьера
Гайрхофер — воспитанник клуба «Штурм». 22 февраля 2020 года «Адмира Ваккер Мёдлинг» он дебютировал в австрийской Бундеслиге. 22 сентября 2021 года в поединке Кубка Австрии против «Хоэнэмса» Никлас забил свой первый гол за «Штурм». 